# Кажымов, Донедил Измаганбетович
Донедил Измаганбетович Кажимов (каз. Донеділ Ізмағамбетұлы Қажымов; 9 октября 1952; Сырымский район, Западно-Казахстанская область, Казахская ССР, СССР) — казахстанский композитор, певец, заслуженный деятель Казахстана (2005), член Союза композиторов Казахстана.

## Биография
Донедил Кажимов родился 9 октября 1952 года в селе Кособа, Джамбейтинского района Западно-Казахстанской области.
Окончил Уральское музыкальное училище им.Курмангазы, Западно-Казахстанский гуманитарный университет им.А. С. Пушкина.
Член Союза композиторов Казахстана, первый из Уральска.
Трудовую деятельность начал в 1969 году учителем Буденовской начальной школы Джамбейтинского района. 1970 - 1972 гг в рядах Совктской Аримии. г. Москва, г.Воронеж.
Декабрь 1972 - 1973 учитель Алгабасской СШ, Заведующим сельского клуба, Директор Дома культуры колхоза Кызыл Ту, Джамбейтинского р-на, Уральской области.
С 1976 по 1980 годы — солист Областного народног ансамбля «Ак Жайык».
С 1980 по 1982 годы — Музыкальный руководитель Областного Народного ансамбля "Ак Жайык"
С 1982 Зав.отделом народного творчества Уральского областного центра народного творчества и культпросевт работы.
С 1984 по 1988 годы Директор Западно - Казахстанского областного центра народного творчества и культ просвет работы.
С 1992 по 2004 год — директор и художественный руководитель Западно-Казахстанской областной филармонии имени Гарифуллы Курмангалиева, председатель филиала Союза композиторов Казахстана.
Первый директором Областного центра культуры и искусства имени Кадыра Мырза Али.
С 2011 года Директор Общественного Фонда "Қадыр Мырза Әлі".
Семья
- Превая жена - Камешева Фатиха Файзулловна (1952 г.р.)
- Дочь: Кажимова Айнур Донедиловна (1973 г.р.)
- Внучка - Кажимова Айгерим Едиловна (2000 г.р.)
- Внук - Кажимов Әділ Жасланович (2006 г.р.)
- Сын - Кажимов Аскар Донедилович (1975 - 2000 гг.)
- Вторая жена Кажимова Гульнар Мабденовна (1957 г.р.)
- Дочь - Кажимова Айнагуль Донедиловна (1977 г.р.)
- Внучка - Нуптыгалиева Арухан Дауреновна (2002 г.р.)
- Дочь Кажимова Дана Донедиловна (1984 г.р.)
- Сын - Кажимов Таскын Донедилович (1985 г.р.)
- Внук
- Третья жена - Гульнар Даукенова (1961—2020) — казахская певица, композитор, кюйши, автор и исполнительница своих песен. Заслуженная артистка Республики Казахстан (1998), член Союза композиторов Казахстана.

## Творчество
В составе народного ансамбля «Ак Жайык» в 1977 году выступал в Норвегии, Неделя  Советско - Норвежской культуры. 1985 году в Румынии, Болгарии. В 1979, 1980, 1982 годах городе Москве. Записывался на Всесоюзном телевидении в Останкино, в программе Народное творчество. В 2002 г. участвовал в Московском фестивале "Отечество" В разные годы госторлировал по городам России: Оренбург, Саратов, Астрахань,Салехард, в Арктике и др.
В 1979, 1980, 1982 годах неоднократно выступал на выставке достижений народного творчества в Москве и награждён бронзовой медалью ВДНХ.

### Избранные песни
- каз. «Ақ Жайық - ару мекенім»
- каз. «Мәңгілік махаббат»
- каз. «Сағыныш»
- каз. «Сағыныш сазы»
- каз. «Туған ел»
- каз. «Айлы түн»
- каз. «Махаббат»
- каз. «Ақ Жайық»
- каз. «Екеуміз»
- каз. «Ата»
- каз. «Жеңешем»

## Награды
- Указом Президента Республики Казахстан от 10 декабря 1996 года награждён орденом «Курмет» — за заслуги в области искусства.[4]
- Медаль «10 лет независимости Республики Казахстан» (2001)
- Медаль «Ветеран труда» Казахстана (2015)
- Указом Президента Республики Казахстан от 7 декабря 2005 года награждён почётным званием «Заслуженный деятель Казахстана» — за большой вклад в развитие отечественной культуры и искусства, многолетнюю плодотворную деятельность.[5]
- Почётный гражданин ("Сырым ауданының Құрметті азаматы" ) Сырымского района ЗКО. (2017)
- Почётный профессор Западно-Казахстанского государственного университета имени Махамбета Утемисова. (2019)[6]